# Chromosomy B
Chromosomy B (chromosomy nadliczbowe, chromosomy dodatkowe) – chromosomy występujące u niektórych, ale nie wszystkich osobników należących do jednego gatunku. Liczba tych chromosomów nie jest stała, różnice w ich liczbie mogą dotyczyć nie tylko populacji czy osobników, ale także tkanek i poszczególnych komórek organizmu, choć niektóre z nich zawierają geny. Nie wiadomo, czy są one aktywne, mimo to obserwuje się ich wpływ na fenotyp, np. u roślin ich obecności może towarzyszyć zmniejszona żywotność. Prawdopodobnie powstają przez fragmentację normalnych chromosomów, zachodzącą wskutek zaburzeń podziałów komórkowych i łatwo ulegają eliminacji podczas kolejnych podziałów komórkowych.